# Peter Hollingworth
Peter John Hollingworth AC,OBE (Adelaide, 10 aprile 1935) è un arcivescovo anglicano e politico australiano, governatore generale dell'Australia dal 2001 al 2003.